# ОРТ (организация)
ОРТ (аббревиатура от Общество ремесленного труда, позже от Общество распространения труда; полное первоначальное название — Общество ремесленного и земледельческого труда среди евреев в России) — изначально филантропически-просветительская организация по распространению и поощрению среди евреев России квалифицированного профессионального и сельскохозяйственного труда; с 1921 года — всемирная еврейская просветительская и благотворительная организация.

## История
После Второго раздела Речи Посполитой её восточные территории вместе с весьма значительным местным еврейским населением отошли к Российской империи. Указом Екатерины II 1791 года была создана черта оседлости, за пределами которой запрещалось постоянное проживание евреев, за исключением нескольких категорий. Проживание евреев в соответствии с указом о черте оседлости разрешалось лишь в специально оговоренных городах и местечках, но не в сельской местности. Результатом этих ограничений, а также ограничений в выборе занятия, явилась чрезвычайная скученность и нищета в местечках в пределах черты.
Николай Бакст, писатель и профессор физиологии Санкт-Петербургского университета, решение этой проблемы видел в обучении людей полезным профессиям. Он разработал план создания организации, которая могла бы помочь им в этом важном деле, и убедил в реальности своего плана железнодорожного магната и известного мецената Самуила Полякова. Согласившись ходатайствовать перед властями о создании еврейского благотворительного фонда, Поляков сам предложил для него и первый взнос — 25 тысяч рублей. Его поддержал барон Гораций Гинцбург, один из самых влиятельных российских евреев и фактический глава столичной еврейской общины.
22 марта 1880 года было получено разрешение министра внутренних дел на сбор средств для создания фонда. 10 апреля пять известных финансистов и промышленников России — Самуил Поляков, Гораций Гинцбург, Абрам Зак, Леон Розенталь и Меер Фринланд — обратились личными письмами к десяти тысячам российских евреев с призывом жертвовать «на образование возможно значительного фонда, доходы с которого могли бы быть употреблены на вспомоществование и дальнейшее развитие существующих уже для евреев ремесленных училищ, на содействие к открытию новых таких училищ, на облегчение переезда ремесленников из одного места в другое, на вспомоществование еврейским земледельческим колониям, основание новых таких колоний, образование ферм и земледельческих школ». Призыв оказался действенным: откликнулось более 12 тысяч человек из разных уголков России, было собрано 204 тысячи рублей. Для управления фондом 30 сентября 1880 года был создан Временный Комитет по образованию Общества в память 25-летия царствования Государя Императора Александра II (так назвали ОРТ учредители) и утверждены основные правила его деятельности. В частности, разрешалось расходовать только проценты с основного капитала и годовые взносы. Руководителем Временного Комитета стал профессор Бакст.
В начале своей деятельности Временный Комитет видел главную задачу в переселении еврейских ремесленников из черты оседлости во внутренние губернии России. Им выдавалась ссуда от 50 до 300 рублей на переезд и устройство на новом месте. По закону 1865 года ремесленникам, а также некоторым другим категориям евреев было разрешено проживание вне черты оседлости (при условии, что они будут заниматься своей профессией). Вскоре выяснилось, что деятельность ОРТ по переселению ремесленников мало результативна. Назывались и основные причины такой неудачи: во-первых, после убийства Александра Второго в 1881 году юридическое положение евреев-ремесленников вне черты оседлости стало крайне непрочным, во-вторых, потребность в ремесленном труде во многих местах России была не настолько велика, чтобы вновь прибывший сразу нашел себе занятие, и, наконец, в-третьих, верующий еврей не мог найти на новом месте подходящие условия для исполнения религиозных обязанностей. При помощи ОРТ переселилось всего 170 ремесленников, которым было выдано в виде безвозвратных ссуд 27 тысяч рублей. Через несколько лет эта деятельность прекратилась.
Другие программы ОРТ развивались более успешно. Большие суммы были выданы нуждающимся ремесленникам в черте оседлости на приобретение инструмента и обустройство мастерских. Такие ссуды получали еврейские земледельцы из южных и юго-западных колоний, к 1906 года их общая сумма превысила 150 тысяч рублей. Но наибольшего успеха удалось достичь в развитии ремесленных школ и профессиональных классов при начальных училищах. До 1906 года в адрес 150 школьных учреждений было направлено более 200 тысяч рублей. Профессиональное обучение всех, кто в нём нуждался, ОРТ всегда считало своей главной задачей.
После прокатившихся по стране еврейских погромов, началась массовая эмиграция. Около двух миллионов евреев иммигрировали из Российской империи (включая Царство Польское) в США с 1881 по 1915; иммиграция в Палестину, Аргентину, Бразилию и другие страны также была значительной. В изменившихся условиях ОРТ стало готовить людей к работе всюду, куда бы их ни забросила судьба.
В 1892 году в Петербурге бароном Гинцбургом было открыто отделение Еврейского колонизационного общества, основанного в Лондоне бароном Морисом де Гиршем годом ранее с целью «Помогать эмиграции евреев из любых частей Европы или Азии, и в первую очередь, из стран, где они подвергаются специальному налогообложению, политическим или другим ограничениям, в любые другие части света, основывать колонии в различных частях Северной и Южной Америки для сельскохозяйственных, торговых и других целей». ЕКО основало несколько десятков еврейских сельскохозяйственных колоний, в основном, в Аргентине и Канаде.
Устав ОРТ был утвержден только в 1906 году. Тогда же вместо временного был образован постоянный комитет, избираемый общим собранием членов общества, и установлен минимальный членский взнос — три рубля в год. Руководитель ОРТ адвокат Леонтий Брамсон был избран депутатом Думы.
Чтобы помочь пострадавшим от Первой мировой войны евреям, ОРТ начало специальную программу «Помощь через труд»: в 72 городах были созданы агентства по трудоустройству беженцев. Всего в эти агентства обратилось 60 тысяч человек. Тем временем в 31 ремесленном училище ОРТ было занято 2300 детей. После войны аналогичные общества появились в Литве, Латвии и Польше. В 1921 году на международной конференции в Берлине был образован Всемирный союз ОРТ для координации деятельности Обществ ремесленного труда в разных странах. Его президентом стал Леон (Леонтий) Брамсон. С приходом к власти нацистов руководство Всемирного союза ОРТ переехало сначала в Париж, а затем в Марсель. Леон Брамсон возглавлял союз до 1941 года. Его преемниками стали доктор А. Сигаловский и Д. Львович.
В 1921 году советские власти поставили угодных им людей во главу ОРТ в России, и это затрудняло сотрудничество всемирного Общества распространения труда с его филиалами в советской России (позже в Советском Союзе). К тому же среди руководителей всемирного Общества распространения труда не было единого мнения по отношению к Советскому Союзу. Брамсон был принципиальным противником советского режима, другой руководитель общества, Сингаловский, хотя и не был сторонником коммунизма, все же относился сочувственно к ряду мероприятий советской власти, особенно к политике «продуктивизации» советского еврейства, к привлечению евреев к сельскохозяйственному труду. Большинство руководителей Общества распространения труда искренне хотело помочь советским евреям, а советская сторона, в свою очередь, нуждалась в средствах; поэтому в 1923 г., а затем в 1925 г. были подписаны соглашения о деятельности всемирного Общества распространения труда в Советском Союзе. В 1926-30 гг. на помощь советским евреям было ассигновано 4,7 млн рублей, из них 3 млн. 225 тыс. — на приобретение оборудования для еврейских ремесленников и ремесленных кооперативов; 902 тыс. — на помощь еврейской сельскохозяйственной колонизации; 288 тыс. — на профессиональное образование, 57 тыс. — на техническую помощь, а также 288 тыс. — на разные нужды. В 1930 г. советский филиал Общества распространения труда был объединен с ОЗЕТ, однако всемирное Общество распространения труда (именно оно предоставило приведенные выше суммы) продолжало помогать Советскому Союзу.
В период между двумя мировыми войнами общество активно участвовало в решении экономических проблем евреев Восточной Европы, в частности, помогало ремесленникам, разоренным войной. В Польше Общество ремесленного труда поддерживало 49 еврейских профессиональных школ. В Бессарабии, где были еврейские сельскохозяйственные поселения, в период между двумя мировыми войнами Общество распространения труда помогало 37 из них.
В этот период Общество распространения труда сократило помощь сельскохозяйственным поселениям (в 1930-е гг. она пошла на убыль), тем не менее и в 1934 г. Общество распространения труда помогало 39 колхозам. Общество по-прежнему поддерживало кооперативы ремесленников, а также надомников, в большинстве случаев религиозных евреев, которые, желая соблюдать субботу, не могли работать на предприятиях и в учреждениях и брали работу на дом. В 1935 г. Общество распространения труда послало оборудование ряду предприятий Биробиджана, хотя часть деятелей общества критически относилась к биробиджанскому проекту. В 1938 г. из-за усиления крайне тоталитарных тенденций в советской политике произошло резкое свертывание еврейской культурной и общественной деятельности: в Советском Союзе прекратилась деятельность всех зарубежных еврейских организаций, в том числе Общества распространения труда.
Когда началась Вторая мировая война, отделения ОРТ продолжали работать в оккупированной нацистами Европе. В их помощи нуждались все еврейские общины: нацисты запрещали евреям работать по специальности, и чтобы не умереть с голоду, нужно было осваивать новые профессии. Бывшие адвокаты, врачи, экономисты учились ремонтировать электроприборы, изучали слесарное дело. Мастерские ОРТ спасали тысячи евреев в гетто и трудовых лагерях. В Польше в 1940 году, когда почти все еврейские организации были запрещены, Обществу ремесленного труда было позволено продолжать работу, и на профессиональные курсы тогда записалось 2300 человек. ОРТ действовало в Вильнюсе и Белостоке, в Румынии и Венгрии. Вместе с теми, кому удалось вырваться из охваченной войной Европы, общество осваивало новые города и страны. В Шанхае, где в 1941 году проживало 17 тысяч евреев, ОРТ открыло профессиональное училище, просуществовавшее до начала 50-х. Были созданы школы в США, Канаде, Чили, в других странах Латинской Америки.
После разгрома нацистов в помощи нуждались сотни тысяч уцелевших евреев Европы, оказавшихся без дома и гражданства. В 1946 году в специальных лагерях для перемещенных лиц в Германии находилось более 140 тысяч еврейских беженцев, в Австрии — около 30 тысяч, в Италии — 25 тысяч. Большинство из них было в возрасте от 16 до 24 лет, и почти никто не владел никаким ремеслом. Первое ремесленное училище для еврейских беженцев под девизом «Позаботься о своем будущем — учись профессии» возобновленное ОРТ открыло в баварском городе Ландсберге. В конце 1947 года под эгидой общества 934 преподавателя руководили 597 курсами профобучения в 78 учебных центрах. В общей сложности ремеслу там научилось около 45 тысяч человек. В 1950-м работа немецкого ОРТ прекратилась: евреев в Германии почти не осталось.
Однако в 1958 году деятельность ОРТ возобновилась. Его название теперь звучало по-английски: «Organisation, Reconstruction and Training», — а основной задачей стал сбор пожертвований для училищ и мастерских ОРТ в Израиле. Первые такие мастерские появились в Палестине ещё в 1946 году, до провозглашения государства Израиль.
Изменилась стратегия Всемирного союза ОРТ, чья штаб-квартира переместилась в Лондон. ОРТ помогает получить профессию всем людям независимо от происхождения и религии. Многие страны, например, Бангладеш, Боливия, Бутан и Бахрейн просили у общества помощи в подготовке кадров. Сравнительно недавно ОРТ приняло участие в возвращении к нормальной жизни Косова и Боснии. В России Общество ремесленного труда, запрещенное в двадцатые годы советскими властями, возродилось в 1991 году: специальные училища и школы открыты в Москве, Санкт-Петербурге, Казани, Самаре…

## Всемирный союз ОРТ
World ORT («Всемирный союз ОРТ») — федерация автономных организаций ОРТ, действующих в разных странах. В настоящее время ОРТ действует в Северной Америке, Латинской Америке, Африке, Азии, Западной Европе, Прибалтике и на территории СНГ. ОРТ также участвует в международных программах экономического и социального развития, предоставляя техническую помощь и профессиональную подготовку в странах третьего мира. В 2005 году общий бюджет этих организаций превысил 250 миллионов долларов США.
Штаб-квартира Всемирного союза ОРТ расположена в Лондоне. ОРТ обладает совещательным голосом в информационных и образовательных программах UNESCO, является наблюдателем при Международной организации труда и соучредителем ICVA (Международного Совета добровольческих агентств).

## ОРТ в Израиле
В 2003 году в сети школ и училищ в Израиле, куда входит 159 заведений, проходили обучение 90,000 учеников. Выпускники ОРТ составляют 25 % работников индустрии хай-тек. Однако, в 2006 израильское отделение ОРТа прекратило своё членство во Всемирном союзе ОРТ. Сбором пожертвований для израильского ОРТа в США занимается организация Friends of Israel Sci-Tech Schools.. В то же время, Всемирный союз ОРТ продолжает действовать в Израиле под названием «Кадима Мада», финансируя совместные проекты с министерством образования, другими министерствами, региональными советами и больницами.